# Складной нож (статистика)
Складной нож (англ. jackknife) — один из методов ресэмплинга (линейное приближением статистического бутстрэпа), используемый для оценки погрешности в статистическом выводе. Способ заключается в следующем: для каждого элемента вычисляется среднее значение выборки без учёта данного элемента, а затем — среднее всех таких значений. Для выборки из N элементов оценка получается путём вычисления среднего значения остальных N-1 элементов. 
Этот метод разработал Морис Кенуй (Maurice Quenouille 1949, 1956) с целью уменьшения погрешности оценки отдельного образца. Джон Тьюки в 1958 году расширил его возможности и предложил название «складной нож», потому что его действие напоминает складной нож — простой инструмент, которым можно решить множество различных проблем, пускай и менее эффективно, чем при помощи предназначенных для этого средств. Он может помочь улучшить оценку в случае когда данные распределены неравномерно.

## Оценка
Оценочные параметры могут быть найдены как среднее значение элементов выборки без i-го элемента (назовем их {\displaystyle {\bar {x}}_{i}}).
{\displaystyle {\displaystyle {\bar {x}}_{i}={\frac {1}{n-1}}\sum _{j\neq i}^{n}x_{j}}}

## Дисперсионная оценка
Оценка дисперсии параметров может быть вычислена по формуле:
{\displaystyle \operatorname {Var} _{\mathrm {(jackknife)} }={\frac {n-1}{n}}\sum _{i=1}^{n}({\bar {x}}_{i}-{\bar {x}}_{\mathrm {(.)} })^{2}={\frac {1}{n}}\cdot \sum \limits _{i=1}^{n}({\frac {\sum \limits _{j=1}^{n}x_{j}}{n}}-x_{i})^{2}}
где {\displaystyle {\bar {x}}_{i}} — это оценочные параметры, а {\displaystyle {\displaystyle {\bar {x}}_{\mathrm {(.)} }={\frac {1}{n}}\sum _{i}^{n}{\bar {x}}_{i}}} — оценка, основанная на всех элементах.
Другими словами оценка дисперсии — это среднее арифметическое квадратов разности среднего арифметического всех элементов и данного.

## Оценка и коррекция смещения
Данный метод может быть использован для оценки погрешности параметра относительно всей выборки. Введем {\displaystyle {\displaystyle {\hat {\theta }}}}, как оценку параметра на основе всех данных:
{\displaystyle {\hat {\theta }}={\frac {\operatorname {Var} _{\mathrm {(jackknife)} }}{n-1}}}
{\displaystyle {\hat {\theta }}_{\mathrm {(.)} }={\frac {1}{n}}\sum _{i=1}^{n}{\hat {\theta }}_{\mathrm {(i)} }}
{\displaystyle {\displaystyle {\widehat {\text{Bias}}}_{\mathrm {(\theta )} }=(n-1)({\hat {\theta }}_{\mathrm {(.)} }-{\hat {\theta }})}}